# ستيرويد قبل الولادة
الستيرويدات قبل الولادة (أو كما تٌعرف بالكورتيكوستيرون قبل الولادة) هي عبارة عن أدوية تُعطى للمرأة الحامل في حالة توقع الولادة المبكرة لها. وقد ثبت أنها تقلل من معدلات الإصابة أو الوفاة بمُتَلاَزِمَةُ الغشاءِ الهَيالِيني (متلازمة العسرة التنفسية عند الوليد) ، كما ثبت فاعليتها أيضًا في علاج حالة تمزق الأغشية في مرحلة مبكرة.
وقد أثبت كل من السير "غراهام ليغينز" و «روس هوي»  لأول مرة في عام 1972 أن فعالية مادة الكورتيكوستيرون قبل الولادة  تتمثل في الوقاية من إصابة حديثي الولادة بعدوى الجهاز التنفسي، كما أنها تقلل معدل وفيات الرضع الخدّج.
كذلك أفَادت الأدلة الحالية أن إعطاء الكورتيكوستيرويدات قبل الولادة يقلل من حالات الإجهاض المتأخرة ويقلل من معدل وفيات الأطفال، بل إن الطفل يصبح أقل عُرضة للإصابة بمُتَلاَزِمَةُ الغشاءِ الهَيالِيني (متلازمة العسرة التنفسية عند الوليد)، وأقل عُرضة للاحتياج إلى مساعدات التنفس (كالتَنفس الصناعي).
بالإضافة إلى أنها تقلل احتمالات الإصابة (بنزيف في الدماغ) نَزْفٌ داخِلَ البُطَين  أو إصابتهم بعدوى التهاب الأمعاء، أو إصابتهم في أول يومين من ولادتهم بعدوى أجهزة الجسم (تلك العدوى التي تصيب الجسم كله).
لم يُثبت أن مادة الستيرويدات تزيد من معدل حالات النساء اللواتي يصبن بالعدوى من الأغشية الجنينية (التهاب المشيمية)، أو من الرحم (التهاب بطانة الرحم). وهذه الأدلة البحثية في الغالب بناء على الحالات من البلدان ذات الدخل المتوسط إلى المرتفع.
وعلاوة على ذلك، لا تتوفر الأبحاث الكافية حول إعطاء الكورتيكوستيرويدات قبل الولادة للنساء في البلدان منخفضة الدخل حيث تكون العدوى أكثر شيوعًا، ولذلك يلزم وجود المزيد من البحوث لمعرفة آثار الستيرويد على النساء والأطفال الرضع في البلدان المنخفضة الدخل.
وبالنسبة ل «الديكساميتازون والبيتاميثازون»، فهما الكورتيكوستيرويدات المستخدمة لهذا الغرض على الرغم من أن الأول يُوصى به عن الأخير نظرًا لفعاليته وأمان استخدامه ولسهولة توافره، بالإضافة إلى تكلفته المنخفضة  على الرغم من بعض المنطق المضاد.
من ناحية أخرى، يُفضل عقار بيتاميثازون على الديكساميثازون؛ حيث يُعتقد أنه يعزز الوقاية المثلى لتليين دماغ الجنين في مرحلة مبكرة، كما أنه يستخدم بهدف تعزيز نمو رئتي الجنين الخدج قبل ولادته  بحيث تُعطى للأم الحامل في أول 24 إلى 48 ساعة من توقع الطبيب لولادتها المبكرة.
يتكون العلاج من جرعتين تؤخذ عن طريق الحقن العضلى، وتكون عبارة عن 12 ملغ من البيتاميثازون تُعطى على مدار 24 ساعة، أو 4 جرعات تتكون من 6 ملغ من ديكساميثازون لكل جرعة، وتُؤخذ عن طريق الحقن العضلي خلال 12 ساعة.
تبدأ الاستفادة المثلى من الجرعات بعد مرور 24 ساعة من تلقي العلاج، وتستمر لمدة 7 أيام. وفي الوقت الحالي، هناك بعض مناطق التوليد في العالم تستخدم مادة الستيرويدات قبل الولادة بعد مرور 36 أسبوعًا من الحمل؛ وربما تتغير فعالية مادة الستيرويدات تبعًا لتفاوت الوقت ما بين تناول جرعة الستيرويد ووقت الولادة.